# Ischoklad

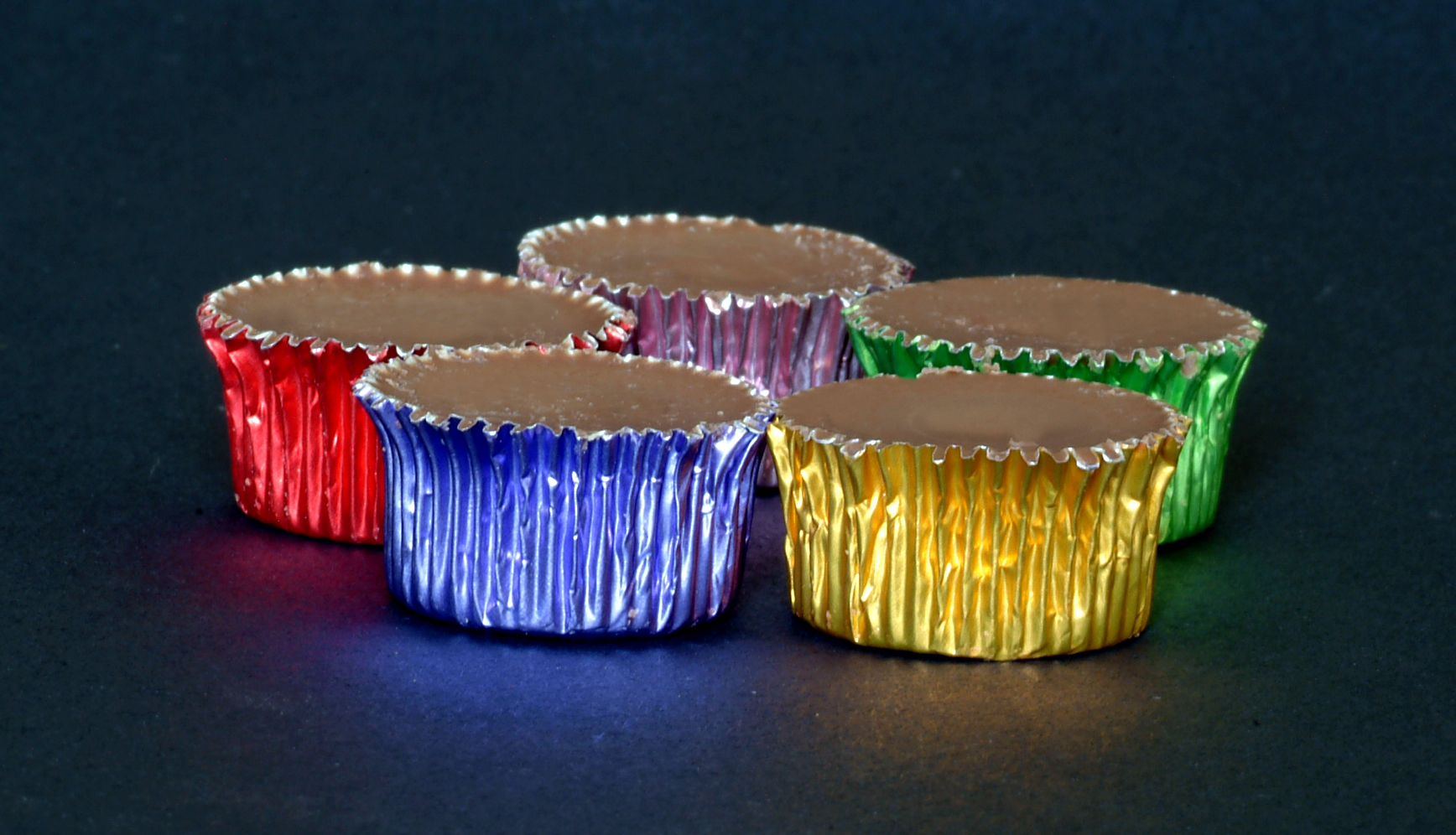
Ischoklad.

Ischoklad är en dessert eller godis som baserade på kokosfett och blockchoklad eller kakao. Ischoklad är populärt som julgodis i exempelvis Sverige.
Det finns olika tillagningsmetoder och recept. 
En metod innebär att chokladen smälts ner i ett vattenbad, fettet tillsätts och smeten hälls upp i små aluminiumformar eller knäckformar (pappersformar), som man sedan förvarar svalt tills smeten stelnat.
En annan metod är att i grunden göra en smet bestående av kokosfett, kakao, ägg, florsocker, vaniljsocker och hackade russin eller syltade apelsinskal.